# Hotel Bel-Air
Koordinaten: 34° 5′ 11,9″ N, 118° 26′ 48,5″ W
Das Bel-Air Hotel ist ein Boutique-Hotel in Bel Air, einem Stadtteil von Los Angeles (Kalifornien). Das Hotel ist Teil der Luxushotel-Kette Dorchester Collection, die der Brunei Investment Agency (BIA) und damit dem Staat Brunei gehört. Das Hotel hat insgesamt 103 Zimmer und ist von etwa fünf Hektar Garten umgeben. Der Stil des Hotels ist überwiegend dem alten Hollywood nachempfunden.

## Geschichte
Das Hotel wurde ursprünglich im Jahr 1922 von Alphonzo Bell auf einem ca. 24 Hektar großen Grundstück errichtet. Seit der Eröffnung 1946 beherbergte das Hotel viele Prominente und Staatsoberhäupter. Ursprünglich als Bürogebäude und Pferdereitanlage gebaut, wurde es 1946 von dem texanischen Unternehmer Joseph Drown gekauft und in ein Hotel umfunktioniert. Zusammen mit dem Architekten Burton Schutt baute er das Hotel zu einem luxuriösen Ausflugspunkt für angesehene Leute um. Ursprünglich wurde das Hotel im Stil einer Oase gestaltet. Besucher mussten beispielsweise zu Fuß über eine Brücke gehen, um zum Hotel zu gelangen. Im Garten gab es Palmen und ganzjährig blühende Pflanzen.
Nach Drowns Tod 1980 wurde das Hotel an die Familie Hunt aus Texas verkauft und in Rosewood Hotel umbenannt. Das Aussehen des Hotels änderte sich durch die Übernahme nur geringfügig. Das Restaurant bekam mit Wolfgang Puck einen neuen Chefkoch.
2008 kaufte die Dorchester Collection das Hotel und schloss es für zweijährige Renovierungsarbeiten. Die Wiedereröffnung fand im Oktober 2011 statt.
2014 geriet die BIA in die Kritik, nachdem Brunei die erste Phase einleitete, um die Scharia in das Gesetzbuch aufzunehmen. Im März 2019 rief Hollywoodstar George Clooney dazu auf, das Hotel zu boykottieren, nachdem in Brunei die Todesstrafe für Homosexuelle eingeführt werden sollte.